# Playa de Andrín
La Playa de Andrín, es una playa de la parroquia del mismo nombre en el concejo de Llanes, Asturias. Se enmarca en las playas de la Costa Oriental de Asturias, también llamada Costa Verde Asturiana y está considerada paisaje protegido, desde el punto de vista medioambiental (por su vegetación). Por este motivo está integrada, según información del Ministerios de Agricultura, Alimentación y Medio Ambiente, en el Paisaje Protegido de la Costa Oriental de Asturias.

## Descripción
La playa Andrín, presenta forma de concha y se encuentra protegida del viento. Desde el lecho de la playa se puede observar tanto el islote del castro, como el bufón conocido como bufón de Santa Clara, que se encuentra en la punta Ballota.
La playa presenta una cierta peligrosidad debido a las corrientes existentes en los alrededores tanto del islote como de punta Ballota.
Presenta como servicios tan sólo duchas, papelera y servicio de limpieza; aunque durante el periodo estival cuenta con equipo de salvamento.